# Pszonacznik
Pszonacznik (Conringia Heist. ex Fabr.) – rodzaj roślin należący do rodziny kapustowatych. Obejmuje 6 gatunków. Występują one głównie w centralnej i południowo-zachodniej Azji, poza tym w regionie Kaukazu i w Europie. Do flory Polski należy jako zadomowiony antropofit pszonacznik wschodni (C. orientalis).

## Morfologia
PokrójRośliny zielne, zwykle jednoroczne, rzadko dwuletnie, z pędem prosto wzniesionym, pojedynczym. Włosków zwykle brak poza ewentualnie drobnymi na szypułkach, w efekcie rośliny nagie, często nieco sine.
LiścieDolne liście nie tworzą rozety liściowej, są całobrzegie. Łodygowe liście siedzące, całobrzegie, zwykle sercowatą nasadą obejmujące łodygę.
KwiatyZebrane w grona wydłużające się podczas owocowania. Szypułki kwiatowe cienkie lub grube, wzniesione lub odstające. Działki kielicha podługowate do równowąskich, podnoszące się lub prosto wzniesione, nie rozszerzone woreczkowato u nasady lub wyraźnie rozszerzone. Płatki korony białe lub żółte, czasem z fioletowymi żyłkami, dłuższe od działek. Pręcików sześć, czterosilnych. Zalążnia górna z 10–50 zalążkami w każdej z dwóch komór, szyjka słupka do 1,5 mm długości, znamię główkowate, czasem nieco rozwidlone na szczycie.
OwoceŁuszczyny równowąskie, na przekroju okrągłe, czworo- lub ośmiokątne.

## Systematyka
Synonimy taksonomiczne
Gorinkia J. S. Presl et K. B. Presl
Pozycja systematyczna według APweb (aktualizowany system APG IV z 2016)
Należy do rodziny kapustowatych (Brassicaceae), rzędu kapustowców (Brassicales), kladu różowych (rosids) w obrębie okrytonasiennych (Magnoliophyta).
Pozycja w systemie Reveala (1993–1999)
Gromada okrytonasienne (Magnoliophyta Cronquist), podgromada Magnoliophytina Frohne & U. Jensen ex Reveal, klasa Rosopsida Batsch, podklasa ukęślowe (Dilleniidae Takht. ex Reveal & Tahkt.), nadrząd Capparanae Reveal, rząd kaparowce (Capparales Hutch.), podrząd Capparineae Engl., rodzina kapustowate (Brassicaceae Burnett), rodzaj pszonacznik (Conringia Heist. ex Fabr.).
Wykaz gatunków
- Conringia austriaca  (Jacq.) Sweet
- Conringia clavata  Boiss.
- Conringia grandiflora  Boiss. & Heldr.
- Conringia orientalis  (L.) Dumort. – pszonacznik wschodni
- Conringia persica  Boiss.
- Conringia planisiliqua  Fisch. & C.A.Mey.